# The Couple - Una vittoria per due

## Il programma
I partecipanti vivevano chiusi all'interno di una grande casa, ripresi 24 ore su 24 dalle telecamere. Le coppie in gara non potevano avere alcun contatto con l'esterno: erano vietati telefoni cellulari, orologi, libri e televisione.
Ogni coppia era contraddistinta da un colore diverso; durante la settimana le coppie affrontavano una prova settimanale certificata da un notaio, il cui esito influiva sul loro percorso: in caso di vittoria, ricevevano un budget più alto per la spesa e possibili vantaggi strategici, mentre una sconfitta comportava penalità o difficoltà per la coppia.
Il meccanismo di eliminazione avveniva tramite nomination, durante le quali ciascuna coppia sceglieva uno o più avversari da eliminare. Le coppie più votate venivano sottoposte al giudizio del televoto nel corso della settimana e ricevevano l'esito finale nel corso della puntata successiva. Grazie a questo meccanismo, il numero delle coppie in gioco si riduceva progressivamente sino alla puntata finale, con un premio finale di 1000000 €.

## Location
Le coppie che partecipavano al programma vivevano in una casa che si trovava presso i Lumina Studios a Roma, la stessa utilizzata per il Grande Fratello dalla sua diciottesima edizione.
Così come nella casa del Grande Fratello, erano presenti varie stanze, che venivano usufruite dalle coppie in base alle rispettive esigenze.
- La stanza delle sfide era il luogo in cui le coppie si sfidavano in una serie di prove durante le dirette serali; all'interno di questa stanza era presente la postazione del notaio, che verificava la validità delle prove svolte.
- La White Room era la stanza in cui le coppie raccontavano le loro storie, i loro vissuti e ricevevano sorprese in collegamento con la conduttrice durante la puntata serale.
- Il Privè fece la sua prima comparsa all'interno della casa già nella quarta edizione del Grande Fratello VIP con una veste totalmente differente poiché si trattava di un luogo pieno di disagi per i concorrenti. A The Couple, il privè, si trasformò in una suite per le coppie meritevoli della casa.
- La Virtual Room era la stanza della casa in cui avveniva la prova finale per decretare la coppia vincitrice di puntata.
- La stanza delle scelte fa la sua prima comparsa nella casa, sedici anni prima durante il Grande Fratello 10 e fu, anche in questo caso, la stanza in cui le coppie prendevano importanti decisioni.

Lo studio televisivo che ospitò il programma si trovava a pochi passi dalla casa, sempre presso i Lumina Studios a Roma.

## Edizioni
| Edizione | Conduzione  | Periodo       | Periodo       | Puntate | Giorni | Opinionisti     | Opinionisti     | Regia         | Regia            | Location             | Location             | Montepremi | Coppie | Vincitori |
| Edizione | Conduzione  | Inizio        | Fine          | Puntate | Giorni | Opinionisti     | Opinionisti     | Casa          | Studio           | Casa                 | Studio               | Montepremi | Coppie | Vincitori |
| -------- | ----------- | ------------- | ------------- | ------- | ------ | --------------- | --------------- | ------------- | ---------------- | -------------------- | -------------------- | ---------- | ------ | --------- |
| 1ª       | Ilary Blasi | 7 aprile 2025 | 4 maggio 2025 | 4       | 32     | Francesca Barra | Luca Tommassini | Marco Fuortes | Alessio Pollacci | Lumina Studios, Roma | Lumina Studios, Roma | 1000 €     | 8      | Nessuno   |

## Concorrenti
L'età dei concorrenti si riferisce al momento dell'ingresso nella casa.
| Concorrente         | Concorrente       | Età                                     | Tipo di legame                            | Professione                                | Luogo di nascita  | Stato              |
| ------------------- | ----------------- | --------------------------------------- | ----------------------------------------- | ------------------------------------------ | ----------------- | ------------------ |
|                     | Andrea Tabanelli  | 35 anni                                 | Coppia formata dalla produzione           | Calciatore, disc jockey                    | Ravenna           | Uscenti fuori gara |
| Antonino Spinalbese | 30 anni           | Parrucchiere, fotografo, personaggio TV | Coppia formata dalla produzione           | Torre del Greco                            |                   | Uscenti fuori gara |
|                     | Benedicta Boccoli | 58 anni                                 | Sorelle                                   | Attrice, showgirl, conduttrice radiofonica | Milano            | Uscenti fuori gara |
| Brigitta Boccoli    | 52 anni           | Attrice, showgirl                       | Sorelle                                   | Roma                                       |                   | Uscenti fuori gara |
|                     | Giorgia Villa     | 22 anni                                 | Sportive, coppia formata dalla produzione | Ginnasta                                   | Ponte San Pietro  | Uscenti fuori gara |
| Laura Maddaloni     | 44 anni           | Judoka, personaggio TV                  | Sportive, coppia formata dalla produzione | Napoli                                     |                   | Uscenti fuori gara |
|                     | Jasmine Carrisi   | 23 anni                                 | Amici                                     | Cantante                                   | Cellino San Marco | Uscenti fuori gara |
| Pierangelo Greco    | 24 anni           | Make-up artist, content creator         | Amici                                     | Lecce                                      |                   | Uscenti fuori gara |
|                     | Manila Nazzaro    | 47 anni                                 | Coniugi                                   | Conduttrice TV, conduttrice radiofonica    | Foggia            | Uscenti fuori gara |
| Stefano Oradei      | 41 anni           | Ballerino                               | Coniugi                                   | Roma                                       |                   | Uscenti fuori gara |
|                     | Danilo Mileto     | 33 anni                                 | Fratelli                                  | Modelli                                    | Bari              | Eliminati          |
| Fabrizio Mileto     | 27 anni           |                                         | Fratelli                                  | Modelli                                    | Bari              | Eliminati          |
|                     | Irma Testa        | 27 anni                                 | Sorelle, sportive                         | Pugili                                     | Torre Annunziata  | Eliminate          |
| Lucia Testa         | 28 anni           |                                         | Sorelle, sportive                         | Pugili                                     | Torre Annunziata  | Eliminate          |
|                     | Elena Barolo      | 42 anni                                 | Ex veline                                 | Showgirl, attrice, conduttrice TV          | Torino            | Eliminate          |
| Thais Souza Wiggers | 39 anni           | Modella, showgirl                       | Ex veline                                 | Florianópolis                              |                   | Eliminate          |

## Tabella delle nomination
Legenda
     Coppia vincitrice di puntata e quindi immune dalle nomination
     Coppia in nomination
     Coppia salvata dall'ex aequo dalla coppia vincitrice di puntata
     Coppia vincitrice di una prova
     Coppia perdente di una prova
     Coppia direttamente in nomination dopo una prova
     Coppia uscita fuori gara

|                              |                              | Settimana 1          | Settimana 1          | Settimana 2                        | Settimana 2                        | Settimana 4                       | Settimana 4                       | Settimana 4                         | Settimana 4                         | Settimana 4                        | Settimana 4                        | Ultima settimana              | Ultima settimana              | Numero totale di nomination |
| Giorno 1                     | Giorno 1                     | Giorno 8             | Giorno 8             | Giorno 22                          | Giorno 22                          | Giorno 28                         | Giorno 28                         | Giorno 28                           | Giorno 28                           | Giorno 32                          | Giorno 32                          |                               |                               | Numero totale di nomination |
| ---------------------------- | ---------------------------- | -------------------- | -------------------- | ---------------------------------- | ---------------------------------- | --------------------------------- | --------------------------------- | ----------------------------------- | ----------------------------------- | ---------------------------------- | ---------------------------------- | ----------------------------- | ----------------------------- | --------------------------- |
| Coppia vincitrice di puntata | Coppia vincitrice di puntata | Andrea & Antonino    | Andrea & Antonino    | Benedicta & Brigitta               | Benedicta & Brigitta               | Benedicta & Brigitta              | Benedicta & Brigitta              | Jasmine & Pierangelo                | Jasmine & Pierangelo                | Jasmine & Pierangelo               | Jasmine & Pierangelo               | Nessuno                       | Nessuno                       | Numero totale di nomination |
|                              |                              |                      |                      |                                    |                                    |                                   |                                   |                                     |                                     |                                    |                                    |                               |                               |                             |
|                              | Andrea & Antonino            | Danilo & Fabrizio    | Danilo & Fabrizio    | Jasmine & Pierangelo               | 2                                  | Irma & Lucia                      | 4                                 | Non Salvati                         | Nominati                            | Manila & Stefano                   | 4                                  | Usciti fuori gara (Giorno 32) | Usciti fuori gara (Giorno 32) | 10                          |
| Elena & Thais                | Elena & Thais                | Irma & Lucia         | Jasmine & Pierangelo | Manila & Stefano                   | 2                                  |                                   | 4                                 | Non Salvati                         | Nominati                            |                                    | 4                                  | Usciti fuori gara (Giorno 32) | Usciti fuori gara (Giorno 32) | 10                          |
|                              | Benedicta & Brigitta         | Irma & Lucia         | 3                    | Irma & Lucia                       | Irma & Lucia                       | Danilo & Fabrizio                 | Danilo & Fabrizio                 | Non Salvate                         | Salve                               | Manila & Stefano                   | 0                                  | Usciti fuori gara (Giorno 32) | Usciti fuori gara (Giorno 32) | 3                           |
| Giorgia & Laura              | Benedicta & Brigitta         | Elena & Thais        | Elena & Thais        | Giorgia & Laura                    | Giorgia & Laura                    | Giorgia & Laura                   |                                   | Non Salvate                         | Salve                               |                                    | 0                                  | Usciti fuori gara (Giorno 32) | Usciti fuori gara (Giorno 32) | 3                           |
|                              | Giorgia & Laura              | Benedicta & Brigitta | 3                    | Elena & Thais                      | 2                                  | Andrea & Antonino                 | 1                                 | Salve                               | Immuni                              | Andrea & Antonino                  | 2                                  | Usciti fuori gara (Giorno 32) | Usciti fuori gara (Giorno 32) | 8                           |
| Manila & Stefano             | Giorgia & Laura              | Danilo & Fabrizio    | 3                    | Danilo & Fabrizio                  | 2                                  | Manila & Stefano                  | 1                                 | Salve                               | Immuni                              |                                    | 2                                  | Usciti fuori gara (Giorno 32) | Usciti fuori gara (Giorno 32) | 8                           |
|                              | Jasmine & Pierangelo         | Danilo & Fabrizio    | 0                    | Andrea & Antonino                  | 3                                  | Danilo & Fabrizio                 | 6                                 | Salvi                               | Immuni                              | Andrea & Antonino                  | Andrea & Antonino                  | Usciti fuori gara (Giorno 32) | Usciti fuori gara (Giorno 32) | 9                           |
| Giorgia & Laura              | Jasmine & Pierangelo         | Danilo & Fabrizio    | 0                    | Andrea & Antonino                  | 3                                  | Andrea & Antonino                 | Andrea & Antonino                 | Salvi                               | Immuni                              |                                    |                                    | Usciti fuori gara (Giorno 32) | Usciti fuori gara (Giorno 32) | 9                           |
|                              | Manila & Stefano             | Giorgia & Laura      | 3                    | Elena & Thais                      | 0                                  | Andrea & Antonino                 | 0                                 | Salvi                               | Immuni                              | Giorgia & Laura                    | 4                                  | Usciti fuori gara (Giorno 32) | Usciti fuori gara (Giorno 32) | 7                           |
| Danilo & Fabrizio            | Manila & Stefano             | Giorgia & Laura      | 3                    | Jasmine & Pierangelo               | 0                                  | Andrea & Antonino                 | 0                                 | Salvi                               | Immuni                              |                                    | 4                                  | Usciti fuori gara (Giorno 32) | Usciti fuori gara (Giorno 32) | 7                           |
|                              | Danilo & Fabrizio            | Benedicta & Brigitta | 4                    | Jasmine & Pierangelo               | 2                                  | Irma & Lucia                      | 3                                 | Non Salvati                         | Nominati                            | Eliminati (Giorno 28)              | Eliminati (Giorno 28)              | Eliminati (Giorno 28)         | Eliminati (Giorno 28)         | 9                           |
| Manila & Stefano             | Danilo & Fabrizio            | Elena & Thais        | 4                    | Jasmine & Pierangelo               | 2                                  |                                   | 3                                 | Non Salvati                         | Nominati                            | Eliminati (Giorno 28)              | Eliminati (Giorno 28)              | Eliminati (Giorno 28)         | Eliminati (Giorno 28)         | 9                           |
|                              | Irma & Lucia                 | Danilo & Fabrizio    | 2                    | Elena & Thais                      | 2                                  | Andrea & Antonino                 | 4                                 | Eliminate (Giorno 28)               | Eliminate (Giorno 28)               | Eliminate (Giorno 28)              | Eliminate (Giorno 28)              | Eliminate (Giorno 28)         | Eliminate (Giorno 28)         | 8                           |
| Benedicta & Brigitta         | Irma & Lucia                 | Andrea & Antonino    | 2                    | Jasmine & Pierangelo               | 2                                  |                                   | 4                                 | Eliminate (Giorno 28)               | Eliminate (Giorno 28)               | Eliminate (Giorno 28)              | Eliminate (Giorno 28)              | Eliminate (Giorno 28)         | Eliminate (Giorno 28)         | 8                           |
|                              | Elena & Thais                | Irma & Lucia         | 1                    | Jasmine & Pierangelo               | 5                                  | Eliminate (Giorno 22)             | Eliminate (Giorno 22)             | Eliminate (Giorno 22)               | Eliminate (Giorno 22)               | Eliminate (Giorno 22)              | Eliminate (Giorno 22)              | Eliminate (Giorno 22)         | Eliminate (Giorno 22)         | 6                           |
| Manila & Stefano             | Elena & Thais                | Giorgia & Laura      | 1                    |                                    | 5                                  | Eliminate (Giorno 22)             | Eliminate (Giorno 22)             | Eliminate (Giorno 22)               | Eliminate (Giorno 22)               | Eliminate (Giorno 22)              | Eliminate (Giorno 22)              | Eliminate (Giorno 22)         | Eliminate (Giorno 22)         | 6                           |
|                              |                              |                      |                      |                                    |                                    |                                   |                                   |                                     |                                     |                                    |                                    |                               |                               |                             |
| Annotazioni                  | Annotazioni                  | [ N 2 ]              | [ N 2 ]              | [ N 3 ] [ N 4 ]                    | [ N 3 ] [ N 4 ]                    | [ N 5 ] [ N 6 ] [ N 7 ]           | [ N 5 ] [ N 6 ] [ N 7 ]           | [ N 8 ] [ N 9 ] [ N 10 ] [ N 11 ]   | [ N 8 ] [ N 9 ] [ N 10 ] [ N 11 ]   | [ N 8 ] [ N 9 ] [ N 10 ] [ N 11 ]  | [ N 8 ] [ N 9 ] [ N 10 ] [ N 11 ]  | [ N 12 ]                      | [ N 12 ]                      |                             |
| Nominati                     | Nominati                     | Danilo & Fabrizio    | Danilo & Fabrizio    | Elena & Thais Jasmine & Pierangelo | Elena & Thais Jasmine & Pierangelo | Irma & Lucia Jasmine & Pierangelo | Irma & Lucia Jasmine & Pierangelo | Andrea & Antonino Danilo & Fabrizio | Andrea & Antonino Danilo & Fabrizio | Andrea & Antonino Manila & Stefano | Andrea & Antonino Manila & Stefano | Nessuno                       | Nessuno                       |                             |
| Ritirati                     | Ritirati                     | Nessuno              | Nessuno              | Nessuno                            | Nessuno                            | Nessuno                           | Nessuno                           | Nessuno                             | Nessuno                             | Nessuno                            | Nessuno                            | Nessuno                       | Nessuno                       |                             |
| Espulsi                      |                              | Nessuno              | Nessuno              | Nessuno                            | Nessuno                            | Nessuno                           | Nessuno                           | Nessuno                             | Nessuno                             | Nessuno                            | Nessuno                            | Nessuno                       | Nessuno                       |                             |
| Eliminati                    | Eliminati                    | Nessuna eliminazione | Nessuna eliminazione | Elena & Thais 41% per salvare      | Elena & Thais 41% per salvare      | Irma & Lucia 47% per salvare      | Irma & Lucia 47% per salvare      | Danilo & Fabrizio 24% per salvare   | Danilo & Fabrizio 24% per salvare   | Televoto annullato                 | Televoto annullato                 | Nessun televoto               | Nessun televoto               |                             |

## Cronologia degli episodi
- Giorno 1: Le otto coppie partecipanti al programma si sfidano in una serie di duelli, per poi fare il loro ingresso nella casa di The Couple. La prima sfida si svolge tra la coppia formata dalle sorelle Brigitta e Benedicta Boccoli (coppia lilla) e la coppia formata da Jasmine Carrisi e Pierangelo Greco (coppia verde): un componente della coppia, bendato, deve far indovinare un oggetto al proprio compagno, anch'esso bendato, semplicemente descrivendolo. La sfida viene vinta dalla coppia formata da Jasmine e Pierangelo. La seconda sfida si svolge tra la coppia formata dai fratelli Danilo e Fabrizio Melito (coppia gialla) e la coppia formata da Elena Barolo e Thais Souza Wiggers (coppia rosa): un componente della coppia, mentre corre su un tapis roulant, deve far indovinare il soggetto rappresentato in un'immagine alle spalle del proprio compagno di squadra. La sfida viene vinta dalla coppia formata da Elena e Thais. La terza sfida, uguale alla prima, vede contrapposte le coppie formate da Manila Nazzaro e Stefano Oradei (coppia rossa) e le sorelle Lucia ed Irma Testa (coppia arancione): la sfida viene vinta da Manila e Stefano. La quarta sfida, uguale alla seconda, vede contrapposte due coppie di sconosciuti assemblate dalla produzione: Laura Maddaloni è in coppia con Giorgia Villa (coppia blu); Antonino Spinalbese è in coppia con Andrea Tabanelli (coppia celeste). La sfida viene vinta dalla coppia formata da Antonino ed Andrea. Le quattro coppie vincitrici delle sfide (Jasmine & Pierangelo, Elena & Thais, Manila & Stefano, Andrea & Antonino) devono ora sfidarsi nella sfida finale per essere decretati Vincitori di puntata: la prova consiste nell'avvicinarsi il più possibile al conteggio di 60 secondi, affidandosi unicamente al proprio intuito. La coppia ad avvicinarsi maggiormente è quella formata da Andrea ed Antonino, i quali sono immuni dalle nomination e hanno la possibilità di rubare una chiave ad una coppia avversaria: ogni coppia, infatti, è dotata in partenza di due chiavi (in totale ci sono sedici chiavi, ma solo una è quella che permette di aprire la cassaforte contenente il premio da 1000000 €). Antonino e Andrea decidono di sottrarre una chiave alla coppia formata da Jasmine e Pierangelo. Le coppie affrontano le nomination che riguardano tutti ad eccezione della coppia formata da Andrea ed Antonino: la coppia più votata è quella di Danilo e Fabrizio (4 voti), i quali devono immediatamente cedere una loro chiave ad un'altra coppia. I fratelli decidono di cederla a Jasmine e Pierangelo.
- Giorno 3: Le otto coppie in gara escono fuori dalla casa per affrontare la loro prima prova in esterna; così come anticipato nel corso della prima puntata del 7 aprile 2025, la prova si terrà presso l'Autodromo di Vallelunga.
- Giorno 4: Manila & Stefano vengono trasferiti in Privè per trascorrere una serata romantica e rilassante.
- Giorno 6: Andrea & Antonino, Benedicta & Brigitta, Danilo & Fabrizio ed Elena & Thais vengono trasferiti nella White Room per godersi una cena gourmet.
- Giorno 8: Le coppie si contendono nuovamente il titolo di Vincitori di puntata, che, in questa puntata, permetterà alla coppia vincente di essere immune dalle nomination e di poter rubare due chiavi. Tuttavia, solo 6 coppie possono prendere parte alle sfide della puntata e a decretare la loro partecipazione è il risultato della prova in esterna svolta in settimana, che consisteva nel sostituire due ruote di un'auto utilizzando un cric: con un tempo di 15 minuti e di 23 minuti, Elena & Thais (coppia rosa) e Jasmine & Pierangelo (coppia verde) sono esclusi dalle sfide in quanto peggiori della prova in esterna. Le restanti sei coppie si sfidano in due round in una prova di cultura generale, in cui saranno coinvolte tre coppie per round. Ogni coppia deve sorteggiare due dei nove argomenti stabiliti dalla produzione e sfidare le due coppie avversarie su uno dei due argomenti estratti (astronomia, corpo umano, geografia, gusto, letteratura italiana, musica e TV, oggi sposi, parole famose e storia): la coppia sfidata conquista un punto se indovina la risposta mentre in caso di risposta sbagliata il punto è accreditato alla coppia sfidante; agli ultimi tre argomenti rimasti, ogni coppia deve sorteggiare un solo argomento: a quel punto, ogni coppia conquista due punti se indovina la risposta alla domanda di quell'argomento, mentre in caso di risposta errata i due punti sono spartiti alle coppie avversarie, uno ciascuna. Al termine di ogni round, la coppia con meno punti viene esclusa dalla sfida finale. Il primo round vede sfidarsi le coppie formate da Benedicta & Brigitta (coppia viola), Danilo & Fabrizio (coppia gialla) e Manila & Stefano (coppia rossa): con un punteggio di due punti, Danilo & Fabrizio sono esclusi dalla prova finale; il secondo round si svolge tra Andrea & Antonino (coppia celeste), Irma & Lucia (coppia arancione) e Giorgia & Laura (coppia blu): con un punteggio di 3 punti, Irma & Lucia sono escluse dalla prova finale. Le quattro coppie rimaste si sfidano nella prova finale che come nella puntata precedente consiste nell'avvicinarsi il più possibile al conteggio di 60 secondi: la coppia ad avvicinarsi maggiormente è quella formata da Benedicta & Brigitta, le quali possono rubare due chiavi e sono immuni dalle nomination. Benedicta & Brigitta decidono di rubare le chiavi alla coppie formate da Andrea & Antonino (che scendono da 3 a 2) e da Danilo & Fabrizio (che scendono da 1 a 0). Le coppie affrontano le nomination che riguardano tutti ad eccezione di Benedicta & Brigitta: le due coppie più votate risultano Elena & Thais (5) e Jasmine & Pierangelo (3), che vanno al televoto per l'eliminazione definitiva dal gioco.
- Giorno 12: Le coppie affrontano la loro prova settimanale nella White Room che consiste nel riuscire a montare una sedia nel minor tempo possibile: a vincere sono Antonino & Andrea (12 minuti e 22 secondi), mentre le ultime classificate sono Benedicta & Brigitta (34 minuti e 7 secondi).
- Giorno 15: Un comunicato di Mediaset comunica la sospensione del programma nella prima serata di lunedì 21 aprile 2025 in segno di lutto per la morte di Papa Francesco. A tal proposito anche la diretta su Mediaset Infinity e Mediaset Extra non viene trasmessa.
- Giorno 16: Dalle ore 20:40 la diretta riprende regolarmente su Mediaset Infinity e Mediaset Extra.
- Giorno 17: Le coppie svolgono la loro prova settimanale nella White Room, la sfida consiste nel togliere in maggior numero di blocchi di legno, da una torre, senza far crollare essa. Le sorelle Benedicta & Brigitta, da un contenitore, estraggono dei bigliettini per comporre le sfide. Prima sfida Pierangelo & Jasmine contro Antonino & Andrea, quest'ultimi vinceranno. La seconda è composta da i fratelli Mileto, Danilo & Fabrizio, che sfidano Giorgia & Laura, la sfida viene vinta dalla coppia di sportive. Terza sfida Elena & Thais contro le sorelle Boccoli, a vincerla è la coppia della ex veline. Ultima e quarta sfida, una sfida interminabile le due coppie, Irma & Lucia contro Manila & Stefano, dopo aver tolto più di trenta blocchi, le sorelle Testa trionfano in questa prova. Il premio è contenuto in una busta, che verrà aperta (a causa della quarta prova che è andata avanti più del previsto) il giorno successivo.
- Giorno 18: Continua la sfida, le quattro coppie vincitrici, Andrea & Antonino, Giorgia & Laura, Elena & Thais e Irma & Lucia, una coppia alla volta, entrano nella White Room, dove trovano la stessa torre di ieri con l'unica differenza che hanno cinque minuti per togliere più blocchi possibili, se la torre cade il tempo e la prova si interrompono immediatamente. Le prima ad entrare sono Giorgia & Laura, che fanno da dare la torre agli ultimi secondi, totalizzando un punteggio di 17 blocchi tolti, le seconde a tentare di vincere sono Irma & Lucia, che tolgono 19 blocchi, terza coppia è quella formata da Elena & Thais, facendo un punteggio di 15 blocchi tolti dalla torre, quarta e ultima coppia quella di Antonino & Andrea, togliendo ben 28 blocchi. Quindi alla fine la classifica è: 1. Antonino & Andrea 2. Irma & Lucia 3. Giorgia & Laura 4. Elena & Thais. La coppia che ha vinto, Antonino & Andrea, ha una serata relax nel Privè della casa.
- Giorno 22: Elena & Thais sono al televoto contro Jasmine & Pierangelo per l'eliminazione definitiva: con il 41% dei voti, Elena & Thais risultano le meno votate dal pubblico e sono pertanto la prima coppia eliminata dal gioco. A seguito della loro eliminazione, Elena & Thais decidono di cedere le loro due chiavi alle coppie formate da Andrea & Antonino (che salgono da 2 a 3 chiavi) e Danilo & Fabrizio (che salgono da 0 a 1 chiave). Le restanti coppie, ad eccezione di quella formata da Andrea & Antonino (esclusi dalle prove), si affrontano in tre duelli per vincere la puntata, e la possibilità di sottrarre altre due chiavi. Inoltre, in questa puntata, la coppia vincitrice di ogni duello può sottrarre una chiave alla coppia avversaria. Nella prima sfida Benedicta & Brigitta devono sfidare Laura & Giorgia in una prova in cui vincerà la prima coppia a fuoriuscire da due teche di vetro, dopo aver ritrovato la chiave giusta che apre la serratura: a vincere sono le sorelle Boccoli che sottraggono una chiave a Laura & Giorgia (che scendono ad 1 chiave); nella seconda sfida Danilo & Fabrizio sfidano Manila & Stefano in una gara di velocità in cui vincerà la prima coppia a disporre correttamente delle coppie di quadrati colorati: con un tempo di 44 secondi, a vincere sono i fratelli Melito che possono sottrarre una chiave a Manila & Stefano (che scendono ad una chiave); nella terza ed ultima sfida Irma & Lucia sfidano Jasmine & Pierangelo in una prova di memoria fotografica in cui a vincere è la coppia ad essersi avvicinata di più al numero di oggetti da individuare: con un punteggio di 4 a 3, a vincere sono Jasmine & Pierangelo che sottraggono una chiave alle sorelle Testa (che scendono ad 1 chiave). Le coppie vincitrici dei tre duelli si sfidano nella prova finale dei 60 secondi e ad avvicinarsi maggiormente è nuovamente la coppia di Benedicta & Brigitta che possono sottrarre altre due chiavi (salendo così a sette chiavi totali): le sorelle Boccoli decidono di rubare una chiave ad Andrea & Antonino (che scendono da 3 a 2) e a Jasmine & Pierangelo (che scendono da 3 a 2). Inoltre, le coppie devono scegliere una tra esse per recarsi nella Stanza delle scelte e svolgere un compito importante: le coppie scelgono Manila & Stefano, i quali devono ora effettuare uno scambio di due chiavi tra diverse coppie, ad eccezione di se stessi e delle sorelle Boccoli, vincitrici di puntata. Manila & Stefano decidono di trasferire una chiave di Andrea & Antonino (che scendono a 1 chiave) ad Irma & Lucia (che salgono a due chiavi) e di trasferire una chiave di Danilo & Fabrizio (che scendono a una chiave) a Laura & Giorgia (che salgono a due chiavi). Le coppie affrontano le nomination che riguardano tutti ad eccezione di Benedicta & Brigitta in quanto immuni: le coppie più votate risultano Jasmine & Pierangelo (6), Andrea & Antonino (4) ed Irma & Lucia (4). Tuttavia, essendoci un ex aequo, spetta alle sorelle Boccoli decidere chi salvare e chi mandare al televoto contro Jasmine & Pierangelo: le sorelle salvano Andrea & Antonino, condannando le sorelle Testa all'eliminazione provvisoria.
- Giorno 27: Le sette coppie rimaste in gara, affrontano la loro prova settimanale che consiste nel realizzare una struttura di fiammiferi in 8 minuti di tempo. A vincere la prova sono Andrea & Antonino che escludono dalle prove immunità della puntata serale: Manila & Stefano, Benedicta & Brigitta e Irma & Lucia. Sempre nella stessa giornata viene svolta un'altra prova alla quale non partecipano le coppie precedentemente escluse e quindi troviamo: Andrea & Antonino, Danilo & Fabrizio, Giorgia & Laura e Jasmine & Pierangelo. La prova consiste nel trovare le iniziali di coppie celebri in piscina nel minor tempo possibile. La prova viene vinta da Andrea & Antonino, i quali hanno la possibilità di indicare le due coppie che non potranno ricevere in eredità nessuna chiave dalla coppia che verrà eliminata in puntata, la scelta ricade quindi su Giorgia & Laura e Danilo & Fabrizio.
- Giorno 28: Irma & Lucia sono al televoto contro Jasmine & Pierangelo per l'eliminazione definitiva: con il 47% dei voti, Irma & Lucia risultano le meno votate dal pubblico e sono pertanto la seconda coppia eliminata dal gioco. A seguito della loro eliminazione, Irma & Lucia decidono di cedere le loro due chiavi alle coppia formata da Giorgia & Laura, che salgono da due a quattro chiavi. Successivamente, a seguito di un meccanismo di salvataggio, viene aperto un televoto flash per un'ulteriore eliminazione definitiva, che vede coinvolti Danilo & Fabrizio e Andrea & Antonino: con il 24% dei voti, Danilo & Fabrizio risultano i meno votati dal pubblico e sono pertanto la terza coppia eliminata dal gioco. Al termine della puntata viene aperto un nuovo televoto settimanale per l'eliminazione definitiva, che vede coinvolti Andrea & Antonino e Manila & Stefano.
- Giorno 32: A causa dei bassi ascolti della quarta puntata, Mediaset decide di cancellare bruscamente il programma, annullando la finale prevista per la domenica successiva e devolvendo l'intero montepremi all'Istituto Giannina Gaslini di Genova per la realizzazione di un reparto di terapia intensiva pediatrica e neonatale. Le cinque coppie ancora in gioco abbandonano la Casa da usciti fuori gara.

## Sommario chiavi
Il seguente sommario identifica il corrispettivo numero di chiavi in possesso, in divenire, per ciascuna coppia di concorrenti, a seguito di prove, scelte e nomination.
Legenda
     La coppia ha guadagnato chiavi
     La coppia ha ereditato almeno una chiave dalla coppia eliminata
     La coppia ha ceduto chiavi
| Coppia | Coppia               | Settimana 1 | Settimana 1 | Settimana 1 | Settimana 2 | Settimana 3 | Settimana 4 | Settimana 4           | Settimana 4           | Settimana 4           | Settimana 4           | Settimana 4           | Settimana 4           | Settimana 4           | Settimana 4           | Settimana 4           | Settimana 4           | Settimana 4           | Ultima settimana              |
| Coppia | Coppia               | Giorno 1    | Giorno 1    | Giorno 1    | Giorno 8    | Giorno 15   | Giorno 22   | Giorno 22             | Giorno 22             | Giorno 22             | Giorno 22             | Giorno 22             | Giorno 28             | Giorno 28             | Giorno 28             | Giorno 28             | Giorno 28             | Giorno 28             | Giorno 32                     |
| ------ | -------------------- | ----------- | ----------- | ----------- | ----------- | ----------- | ----------- | --------------------- | --------------------- | --------------------- | --------------------- | --------------------- | --------------------- | --------------------- | --------------------- | --------------------- | --------------------- | --------------------- | ----------------------------- |
|        | Jasmine & Pierangelo | 2           | 1           | 2           | 2           | 2           | 2           | 2                     | 2                     | 3                     | 2                     | 2                     | 2                     | 2                     | 2                     | 3                     | 5                     | 5                     | Usciti fuori gara (Giorno 32) |
|        | Benedicta & Brigitta | 2           | 2           | 2           | 4           | 4           | 4           | 5                     | 5                     | 5                     | 7                     | 7                     | 7                     | 7                     | 6                     | 6                     | 5                     | 5                     | Usciti fuori gara (Giorno 32) |
|        | Giorgia & Laura      | 2           | 2           | 2           | 2           | 2           | 2           | 1                     | 1                     | 1                     | 1                     | 2                     | 2                     | 4                     | 5                     | 5                     | 4                     | 4                     | Usciti fuori gara (Giorno 32) |
|        | Manila & Stefano     | 2           | 2           | 2           | 2           | 2           | 2           | 2                     | 1                     | 1                     | 1                     | 1                     | 2                     | 2                     | 2                     | 2                     | 2                     | 2                     | Usciti fuori gara (Giorno 32) |
|        | Andrea & Antonino    | 2           | 3           | 3           | 2           | 2           | 3           | 3                     | 3                     | 3                     | 2                     | 1                     | 1                     | 1                     | 1                     | 0                     | 0                     | 0                     | Usciti fuori gara (Giorno 32) |
|        | Danilo & Fabrizio    | 2           | 2           | 1           | 0           | 0           | 1           | 1                     | 2                     | 2                     | 2                     | 1                     | 0                     | 0                     | 0                     | 0                     | 0                     | Eliminati (Giorno 28) | Eliminati (Giorno 28)         |
|        | Irma & Lucia         | 2           | 2           | 2           | 2           | 2           | 2           | 2                     | 2                     | 1                     | 1                     | 2                     | 2                     | 0                     | Eliminate (Giorno 28) | Eliminate (Giorno 28) | Eliminate (Giorno 28) | Eliminate (Giorno 28) | Eliminate (Giorno 28)         |
|        | Elena & Thais        | 2           | 2           | 2           | 2           | 2           | 0           | Eliminate (Giorno 22) | Eliminate (Giorno 22) | Eliminate (Giorno 22) | Eliminate (Giorno 22) | Eliminate (Giorno 22) | Eliminate (Giorno 22) | Eliminate (Giorno 22) | Eliminate (Giorno 22) | Eliminate (Giorno 22) | Eliminate (Giorno 22) | Eliminate (Giorno 22) | Eliminate (Giorno 22)         |

## Ascolti
| Puntata | Messa in onda  | Telespettatori | Share  | Ospiti                   |
| ------- | -------------- | -------------- | ------ | ------------------------ |
| 1       | 7 aprile 2025  | 2 234 000      | 18,55% | –                        |
| 2       | 14 aprile 2025 | 1 557 000      | 13,00% | Anna Testa               |
| 3       | 28 aprile 2025 | 1 328 000      | 10,89% | –                        |
| 4       | 4 maggio 2025  | 951 000        | 7,65%  | Rosy, Jane e Janet Russo |
| Media   | Media          | 1 517 000      | 12,52% |                          |

## Audience
| Edizione | Rete televisiva | Anno | Stagione  | Programmazione | Programmazione | Programmazione | Programmazione | Programmazione | Programmazione | Programmazione | Collocazione | Media auditel  | Media auditel | Premiere       | Premiere | Ultima puntata | Ultima puntata |
| Edizione | Rete televisiva | Anno | Stagione  | L              | M              | M              | G              | V              | S              | D              | Collocazione | Telespettatori | Share         | Telespettatori | Share    | Telespettatori | Share          |
| -------- | --------------- | ---- | --------- | -------------- | -------------- | -------------- | -------------- | -------------- | -------------- | -------------- | ------------ | -------------- | ------------- | -------------- | -------- | -------------- | -------------- |
| 1ª       | Canale 5        | 2025 | primavera |                |                |                |                |                |                |                | Prima serata | 1 517 000      | 12,52%        | 2 234 000      | 18,55%   | 951 000        | 7,65%          |

## Accoglienza
Chiara De Zauni della rivista Panorama descrive il programma come "un format che non ha convinto né incuriosito" i telespettatori, trovandolo "un programma poco originale, con un cast debole, dinamiche trite e ritrite".